# The Crack-Up
The Crack-Up, auf Deutsch erschienen unter dem Titel Der Knacks, ist ein autobiographischer Essay des amerikanischen Schriftstellers F. Scott Fitzgerald, der zwischen Februar und April in drei Tranchen 1936 in der Zeitschrift Esquire erschien. Er stellt das wichtigste Dokument der Lebenskrise Fitzgeralds dar, die schließlich zu seinem alkoholbedingten Tod im Alter von 44 Jahren führte.
Zugleich ist The Crack-Up der Titel eines erstmals 1945 erschienenen Sammelwerks, das Edmund Wilson nach Fitzgeralds Tod 1940 zusammenstellte. Es umfasst weitere späte Essays wie Echoes of the Jazz Age, Fitzgeralds alphabetisch geordnetes Notizbuch, in dem er Aperçus, kurze Charakterstudien und andere Beobachtungen sammelte, um sie später in seinen Werken zu verwenden, ferner Würdigungen von Fitzgeralds Lebenswerk verfasst von Glenway Wescott, John Dos Passos, John Peale Bishop und anderen.

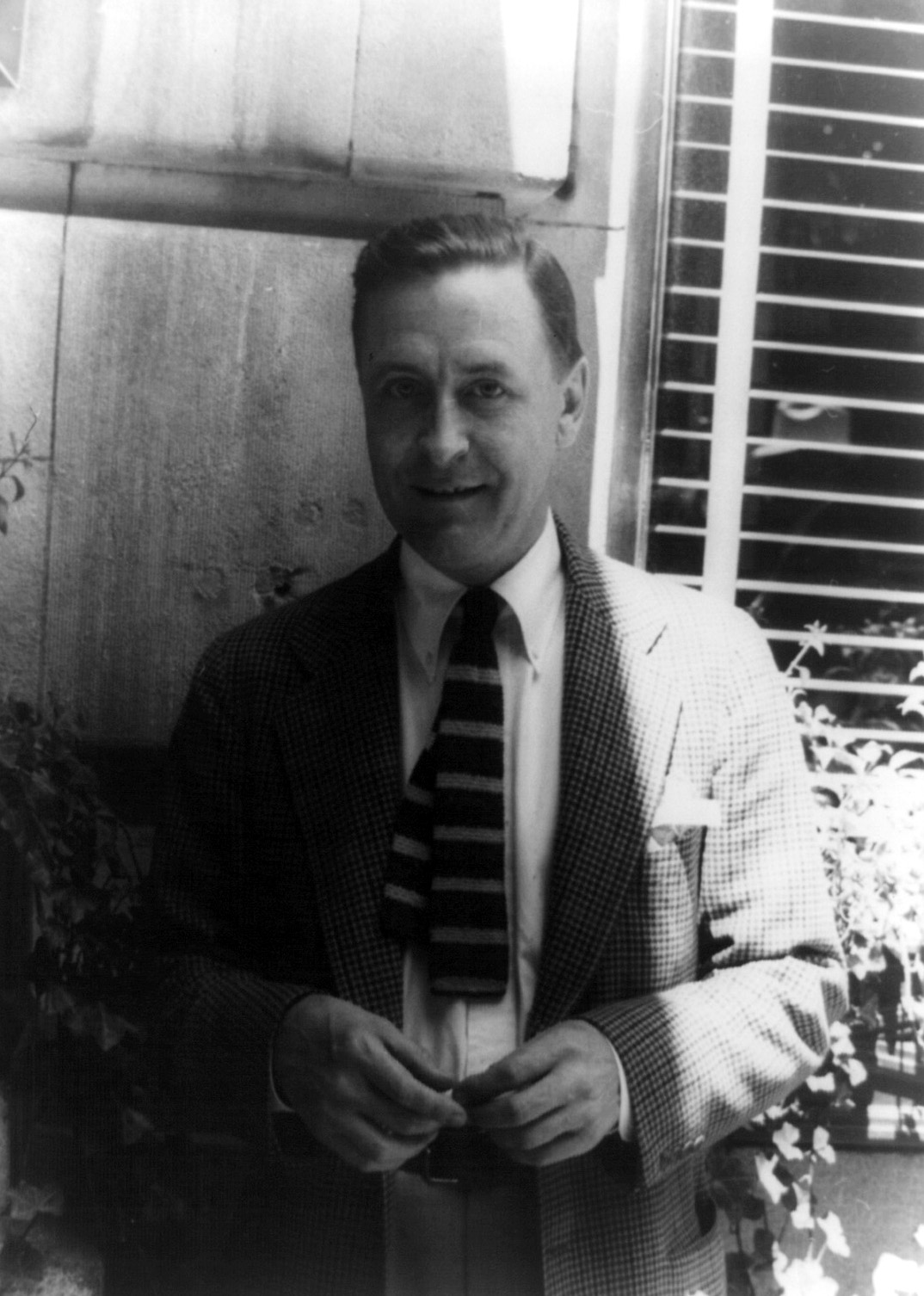
F. Scott Fitzgerald am 4. Juni 1937, Foto von Carl van Vechten

## Inhalt
Der Essay erschien erstmals im Frühjahr 1936 in drei Tranchen in der Zeitschrift Esquire:
- The Crack-Up (Februar 1936)
- Handle with Care (deutsch: „Mit Vorsicht behandeln“; März 1936)
- Pasting It Together (deutsch: „Es zusammenschustern“; April 1936)

Der titelgebende Essay beginnt mit den Worten „Of course all life is a process of breaking down“ (deutsch: „Natürlich ist alles Leben ein Prozess des Zusammenbrechens […]“), die bereits auf die Thematik der Sammlung hinweisen. Fitzgerald entwickelt im Folgenden seine Vorstellung eines „emotionalen Bankrotts“ (siehe auch Burnout-Syndrom). Bereits 1931 hatte er eine Kurzgeschichte mit dem Titel „Emotional Bankruptcy“ veröffentlicht.

## Wirkung
Die Essays wurden nach ihrem Erscheinen scharf kritisiert, insbesondere aufgrund der privaten Enthüllungen. Ernest Hemingway warf Fitzgerald konkret „öffentliches Jammern“ vor. Später wurde die Sammlung etwas positiver bewertet und als Einblick in den Tiefpunkt in Fitzgeralds Leben gewürdigt.
Der französische Philosoph Gilles Deleuze übernahm den Begriff crack-up von Fitzgerald als Beschreibung für sein Verständnis des Todestriebs im Rahmen seines Werkes „Logik des Sinns“.

## Zitate
- “In a real dark night of the soul it is always three o’clock in the morning.” („In einer wirklich dunklen Nacht der Seele ist es immer drei Uhr morgens.“)
- “The true test of a first-rate intelligence is the ability to hold two opposed ideas in the mind, and continue to function.” („Die wahre Prüfung einer erstklassigen Intelligenz ist die Fähigkeit zwei gegensätzliche Ideen im Kopf zu behalten und weiter zu funktionieren“)

## Ausgaben
- F. Scott Fitzgerald: The Crack-Up. New Directions, New York 1945.
- F. Scott Fitzgerald: Der Knacks. Aus dem Amerikanischen von Walter Schürenberg. Merve, Berlin 1984.

## Sekundärliteratur
- A. Banerjee: A Move towards Maturity: Scott Fitzgerald’s The Crack-Up. (PDF; 642 kB). In: Revista alicantina de estudios ingleses, 1995, 8, S. 47–56; rua.ua.es
- Kirk Curnutt: Making a ‘clean break’: Confession, Celebrity Journalism, Image Management and F. Scott Fitzgerald’s The Crack-Up. In: Genre, 1999, 32, 4, S. 297–328.
- Scott Donaldson: The Crisis of Fitzgerald’s ‘Crack-up’. In: Twentieth-Century Literature, 1980, 26, S. 171–88.
- Edward Gillin: Telling Truth Slant in the Crack-Up Essays. In: F. Scott Fitzgerald Review, 2002,  1, S. 158–76.
- Bruce L. Grenberg: Fitzgerald's Crack-up Essays Revisited: Fictions of the Self, Mirrors of a Nation. In: Jackson R. Bryer et al. (Hrsg.): F. Scott Fitzgerald: New Perspectives. Georgia University Press, Athens GA / London 2000, ISBN 0-8203-2187-7, S. 203–215.
- Patricia Hampl: F. Scott Fitzgerald’s Essays from the Edge. In: The American Scholar (Onlineausgabe), Frühling 2012.